# Dušan Puh
Dušan Puh, slovenski jadralec, * 14. november 1951, Koper.
Puh je za Jugoslavijo nastopil na Poletnih olimpijskih igrah 1984 v Los Angelesu, kjer je osvojil 15. mesto v surfanju.